# Popești-Leordeni
Popești-Leordeni (pronunciació en romanès: [poˌpeʃtʲ le.orˈdenʲ]) és una ciutat del comtat d'Ilfov, Muntènia, Romania, 9 km al sud del centre de Bucarest, tot i que des de l'extrem nord de la ciutat fins a l'extrem sud de Bucarest la distància és inferior a 100 m.
La majoria dels seus habitants es desplacen a Bucarest, considerant-se Popești-Leordeni com una ciutat satèl·lit de la capital romanesa.

## Història
Popești-Leordeni va ser històricament el lloc de dos pobles separats — Popești (nom derivat de popă, "sacerdot", semblant a la paraula "papa") i Leordeni (nom derivat de leurdă, "ramons" o Allium ursinum).
Els llogarets van ser testificats per primera vegada durant el segle 16: Leordeni era un domini de la família Băleanu de boiars de Valàquia, mentre Popesti es va incloure en les terres pertanyents als avantpassats del cronista Radu Popescu. Aquest darrer va ser heretat pel noble fanariota conegut amb el nom Alexandru Conduratu, que el va establir amb búlgars dels voltants de Nikopol i del Banat; la localitat de nova creació va ser nomenada Popești-Conduratu o Pavlicheni, en referència als "paulicans " (una tradició designada el grup catòlic romà de la comunitat búlgara pels noms dels seus avantpassats).
Popești i Leordeni es van unir en una sola comuna el 1873; les terres boyardes van ser dividides per successives reformes agràries, i la casa pairal Conduratu es va passar a la família Costa-Foru (el membre de la qual Constantin Costa-Foru va ser un conegut periodista en el període d'entreguerres).
Tal com està, Popești-Leordeni és actualment un suburbi creixent de Bucarest i ha experimentat grans desenvolupaments a partir de la dècada del 2010. Tanmateix, això ha vingut junt amb les crítiques a la mala planificació urbana i a la manca de llicències de construcció per als seus nous edificis.

## Demografia
A partir del 2002:

### Ètnia
- Romanesos: 14.915 (98,7%)
- Roma: 164 (1,1%)
- Hongarès: 12 (0,1%)
- Italians: 6 (0,04%)

### Llenguatge
Els habitants de Popești-Leordeni tenen les llengües següents com a primera llengua:
- Romanès: 15.001 (99,3%)
- Gitanos: 80 (0,5%)
- Hongarès: 8 (0,05%)
- Italià: 5 (0,03%)

### Religió
- Ortodoxa romanesa: 9.665 (63,9%).
- Catòlic romà: 5.308 (35,1%)
- Altres religions o no religioses: 152 (1,0%)

El 1930, el 99,2% dels 3.489 habitants es van declarar romanes d’ètnia. El 63,8% eren catòlics, el 36,1% romanesos ortodoxos.